# 福井県道171号五条方松原出勝山線
福井県道171号五条方松原出勝山線（ふくいけんどう171ごう ごじょうほうまつばらでかつやません）は、福井県勝山市および大野市内の県道である。

## 概要
国道157号を福井県道170号五条方下荒井線と同様に、大野市内を迂回する県道である。福井県道170号五条方下荒井線と並行しているが、同線が終始真名川に近い集落を縫うのに対し、本路線は起点直後に真名川右岸部へ遷移し、中部縦貫自動車道の跨道橋をくぐったあとは九頭竜川左岸に近い集落を結ぶ経路をとる。

### 路線データ
- 起点：福井県大野市五條方 北緯35度56分22.9秒 東経136度33分2.2秒 / 北緯35.939694度 東経136.550611度
- 終点：福井県勝山市平泉寺町大渡 北緯36度1分30.8秒 東経136度30分57.9秒 / 北緯36.025222度 東経136.516083度

## 地理

### 通過する自治体
- 福井県
  - 大野市
  - 勝山市

### 接続道路
- 国道157号（大野市五條方、起点）
- 国道158号（大野市土打・中休交差点）
- 福井県道26号大野勝山線（大野市上野 - ＜重複＞ - 同市土打）
- 福井県道170号五条方下荒井線（大野市土布子 - ＜重複＞ - 勝山市遅羽町下荒井・土布子橋西詰）
- 国道157号（勝山市遅羽町下荒井・下荒井交差点 - ＜重複＞ - 勝山市平泉寺町大渡・大渡交差点、終点）
- 福井県道168号藤巻下荒井線（勝山市遅羽町下荒井・下荒井交差点）
- 福井県道26号大野勝山線（福井県道169号平泉寺大渡線・福井県道239号上唯野西屋勝山線重複）（勝山市平泉寺町大渡・大渡交差点、終点）
- 福井県道17号勝山丸岡線（勝山市平泉寺町大渡・大渡交差点、終点）

### 沿線
- 真名川 - 佐開橋、土布子橋
- 荒島岳 - 佐開登山口、中出登山口
- 中部縦貫自動車道 荒島IC、道の駅越前おおの荒島の郷 - 中休交差点より国道158号を郡上方面へ約400 m。
- JR越美北線 越前富田駅
- 九頭竜川 - 下荒井ダム（堰）、下荒井橋